# Меморіальний музей адмірала С. О. Макарова
Меморіа́льний музе́й адміра́ла С. О. Мака́рова — музей, створений силами викладачів, співробітників і студентів при Національному університеті кораблебудування імені адмірала Макарова з експонатами, що розповідають про життя і діяльність вченого, кораблебудівника, флотоводця адмірала С. О. Макарова.

## Історія
У 1949 р. до 100-річчя від дня народження видатного флотоводця, науковця і кораблебудівника адмірала С. Й. Макарова Миколаївському кораблебудівному інституту було присвоєно ім'я видатного земляка і вчена рада ВНЗ ухвалила рішення про створення в інституті меморіального музею адмірала С. Й. Макарова. Пошуком, підбором експонатів, оформленням експозиції музею (кабінету) займався доцент Ю. В. Афанасьєв. При музеї діяв студентський гурток з вивчення і популяризації історії флоту. Після звільнення Ю. В. Афанасьєва з інституту музей занепав. У 50-х рр. він був ліквідований: документи перенесли на горище старого корпусу, моделі кораблів установили в різних аудиторіях і коридорі, картини, бюсти адмірала здали на склад металовиробів, книги — до бібліотеки.
У 1963–64 рр. викладач військово-морської кафедри, капітан третього рангу О. Є. Нищенко в одній з аудиторій старого корпусу організував на трьох стендах виставку, присвячену адміралу С. Й. Макарову, яка проіснувала до кінця 60-х рр. ХХ ст.
У 1969 р. на Раді МКІ було ухвалено рішення до 50-річчя інституту створити музей історії вишу і відновити меморіальний музей адм. С. Й. Макарова. Роботи з відродження музею доручили викладачам: капітану третього рангу О. Є. Нищенку та капітану другого рангу В. В. Мацкевичу. Меморіальний музей адмірала С. Й. Макарова був відкритий 21 вересня 1970 р.
До кінця 1985 р. у фондах музею нараховувалося понад 270 експонатів. У цей період велася велика робота зі створення в МКІ фонду раритетної книги з історії флоту. Через бібліотеку вишу у приватних осіб було закуплено 293 книги, більша частина з них — раритетні видання XVIII — початку XX ст.
Наприкінці 1986 р. ректорат МКІ ухвалив рішення про перенесення музею в будівлю головного корпусу інституту (у мкр. Соляні). У 1987 р. матеріали експозиції були демонтовані і перевезені в нове приміщення.
У травні 1991 р. у головному корпусі УДМТУ була створена нова експозиція, музей знову відкрив свої двері для відвідувачів.
У 2001 р. у смотрі, проведеному адміністрацією Миколаївської області, Музей адмірала С. Й. Макарова завоював перше місце серед громадських музеїв міста і області.
У 2004 р. виконано ремонт приміщень музею та його часткова реконструкція.
У грудні 2008 р. до 160-ї річниці від дня народження адмірала спільно з Миколаївською дирекцією Укрпошти в музеї була проведена процедура спецпогашення конверта, випущеного до цієї дати. Спеціально для цього заходу на замовлення Національного університету кораблебудування була випущена марка, присвячена двом ювілеям: 160-річчю С. Й. Макарова і 60-річчю музею адм. С. Й. Макарова при МКІ–НУК. Музей неодноразово перемагав у конкурсах, що проводяться міським відділом культури серед громадських музеїв. А до 160-річчя адмірала С. Й. Макарова і 60-річчя музею він був удостоєний ювілейної макарівської медалі.
Музей включений до «Морского энциклопедического словаря», в 1976 р. йому вручено Золоту медаль обласного товариства охорони пам'яток.

## Наповнення
У 1969–1970 рр. з Музею Арктики (м. Ленінград) О. Є. Нищенко привіз оригінал трапа на ходовий місток криголама «Ермак», з Музею історії морського флоту (м. Одеса) капітан третього рангу М. Д. Котов — крісло з кают-компанії криголама «Ермак». З ЦВММ отримали 34 фотокопії, з архіву кінофотодокументів — п'ять фотографій, зроблених зі справжніх негативів. Співробітники МКІ активно підключилися до роботи зі збору експонатів для музею. Матрос водної станції МКІ О. М. Тропніков приніс альбом з вирізками з газет і журналів за 1904–1906 рр., доцент М. Д. Вишеславський — план м. Миколаєва 1911 р., студент О. Кротов — фотокопію панорами м. Порт-Артур 1905 р.; студент С. Драган виготовив моделі флюктометра С. Й. Макарова і пластиру Макарова для закладення пробоїн у корпусі корабля, студент С. Прокудін — моделі шестовой міни і мінного катера. У Ленінграді студенти розшукали внучату племінницю адмірала М. В. Тихонову, у якої збереглося 12 предметів, що мали відношення до Степана Йосиповича. Зараз ці предмети в колекції Миколаївського краєзнавчого музею.

## Експозиція
В експозиції музею представлені моделі кораблів, пов'язані зі службою адмірала Макарова, велика кількість фотографій, випуски «Морского сборника» з науковими публікаціями адмірала, книги адмірала Макарова, які були надруковані за його життя. Серед експонатів багато оригінальних речей.
У період з 1949 по 1954 р. було зібрано 75 експонатів, серед яких такі раритети, як креслення трубопроводів у машинних і кочегарних трюмах крейсера першого рангу «Адмирал Макаров», виконане 25 січня 1908 р. машинним квартирмейстером А. Лукановим; щоденник старшого механіка криголама «Ермак» Улашевича (1901 р.); меню святкового обіду на криголамі «Ермак» (11.06.1901 р.); візитна картка адм. С. Й. Макарова, яка була в його шинелі, піднятій з місця загибелі броненосця «Петропавловск» (була загублена в період з 1954 по 1969 рр.); партитури музичних творів, присвячених пам'яті адмірала; прижиттєві видання книг С. Й. Макарова — «Ермак» во льдах", «Рассуждения по вопросам морской тактики».
У 1951 р. були виготовлені моделі криголама «Ермак», корвета «Витязь», броненосця «Петропавловск» у масштабі 1:50 і включені в експозицію музею. Через університетську бібліотеку у приватних осіб було закуплено 293 книги XVIII—XIX ст. і початку XX ст., більша частина з яких — раритети: «Морской устав» (1780 р.), «Регламент адмиралтейств и верфей» (1780 р.), книга С. О. Макарова]] «О непотопляемости судов» (1875 р.), двотомник «Исторический обзор развития и деятельности морского министерства за 100 лет его существования», «История морского кадетского корпуса со списком его выпускников», книги Беклемішева, Єлагіна, Боголюбова, Вальдемара, Березіна, Семечкина, Глотова, Вітте, Вахтіна, Висковатова, Бутакова, Веселаго, Черкасова, Посьєта, Мертваго, Дунаєва, Кроткова, Скаловського, Семенова та ін. Також придбано 507 томів «Морского сборника» (починаючи з 1848 р.), альбоми «Вооружение парусных судов», «Российский Императорский флот» О. В. Ганзена та ін.
За наступні роки експозиція розширилася, наразі вона включає більше 360 експонатів, обладнано стилізований штурманський стіл корабля (навігаційні карти, прокладочний інструмент, секстант, протрактор, гоніометр тощо); зібрані фрагменти кераміки з давньогрецького міста Ольвія; створена ілюзія присутності екскурсанта на кораблі (звучить запис шумів моря, криків чайок, світяться ходові вогні та ін.); зібрані і представлені матеріали про навколосвітнє плавання інститутської яхти «Икар» (капітан Б. С. Немиров). У холі створено макет щогли парусного корабля і фриз із барвистих панно з історії флоту.